# Frank Werner Peter
Frank-Werner Otto Horst Peter (* 16. Februar 1954 in Schweinfurt; † 2. November 2024) war ein deutscher Facharzt für Plastische und Ästhetische Chirurgie sowie Chirurgie, Hochschullehrer an der Ruhr-Universität Bochum und Gründer des gemeinnützigen Vereins placet e.V.

## Ausbildung und Biographie
Peter stammte aus einer Chirurgenfamilie und hatte zwei Schwestern. Nach dem Abitur studierte er ab 1974 an der Schweizer Université de Neuchatel, der Université de Strasbourg, der Université libre de Bruxelles, der Johann Wolfgang Goethe-Universität in Frankfurt, an der Friedrich-Alexander-Universität in Erlangen und an der Freien Universität in Berlin Philosophie und Medizin. 1990 legte er seine Facharztprüfung im Bereich Chirurgie am Klinikum Benjamin Franklin der Freien Universität Berlin ab, 1993 im Bereich Plastische Chirurgie an der Ruhr-Universität Bochum. 1984 erfolgte die Promotion, 1997 die Habilitation. Seit 1997 lehrte Peter an der Ruhr-Universität Bochum.
Frank-Werner Peter ruht auf dem Französischen Friedhof in Berlin.

## Beruflicher Werdegang
Der Ausbildung als Chirurg folgte noch eine weitere Facharztausbildung im Bereich Plastische Chirurgie unter anderem an den Universitätskliniken Bergmannsheil in Bochum, wo Peter anschließend von 1996 bis 2001 Oberarzt und Leiter der Intensivstation für Schwerbrandverletzte war. Es folgten zahlreiche Forschungsaufenthalte in den USA, wie etwa an der University of Louisville, Kentucky. 1997 legte Peter zudem eine Zusatzausbildung im Bereich Handchirurgie ab. Später war er Leiter der Plastischen Chirurgie der Klinik am Wittenbergplatz in Berlin.
Im Jahr 2001 gründete Peter den gemeinnützigen Verein placet e.V. Der Verein bringt Menschen aus Krisengebieten nach Deutschland, um sie dort medizinisch und psychologisch zu behandeln. Heute arbeitet ein Netz aus 20 ehrenamtlichen Ärzten unterschiedlicher Fachbereiche und Helfer für den Verein. 2013 erhielt Peter als Gründer und Vereinsvorstand für sein Engagement den Verdienstorden der Bundesrepublik Deutschland.

## Auszeichnungen und Mitgliedschaften und Gastprofessuren
- Seit 1996 arbeitete Frank-Werner Peter als Gutachter der Jewish Hospital Foundation in den USA und für die deutschen Sozialgerichte.
- 2013 wurde der Chirurg für seinen mehr als zehnjährigen Einsatz für Kriegs-, Terror- und Folteropfer mit dem Bundesverdienstkreuz ausgezeichnet.[5]
- Mitglied der American Society of Plastic Surgeons (ASPS)
- Gastprofessuren am M. D. Anderson Cancer Center, Houston TX und am Kleinert Hand Center, Louisville KY
- Lehrauftrag an der Ruhr-Universität Bochum[6]

## Werke und Publikationen
- mit R. Büttemeyer, P. M. Vogt, J. Hussmann, H. U. Steinau: Thrombose- und Gewebeschutz in der Mikrovaskularchirurgie. Eine Übersicht. Zentralblatt Chirurgie. 122 (1997) S. 844–851.
- mit D. A. Schuschke, J. H. Barker, B. Fleischer-Peter, S. Pierangeli, P. M. Vogt, H. U. Steinau: The Effect of Severe Burn Injury on Proinflammatory Cytokines and Leukocyte Behavior: Its Modulation with Granulocyte Colony-Stimulating Factor. Burns 25,6 (1999) S. 477–486.
- mit P. M. Vogt, T. Muehlberger, H. U. Steinau: Thrombose- und Gewebeschutz in der Mikrovaskularchirurgie. In: A. Encke, H. K. Breddin (Hrsg.): Die venöse Thrombose, Schattauer Verlag, Stuttgart, New York (2000).
- Handverlesenes – Handerlesenes. Anmerkungen zur kulturgeschichtlichen Bedeutung der Hand. In: Universitas. Zeitschrift für Wissenschaft, Kunst und Literatur und interdisziplinäre Wissenschaft. 1.47 (1992) S. 62–69. ISSN 0041-9079
- Chemoprävention: Studien zur Prophylaxe von Kolontumoren. In: Deutsches Ärzteblatt. 96,9 (1999) C382-C383.